# De Kooy
De Kooy is een buurtschap in de gemeente Den Helder in de Nederlandse provincie Noord-Holland. Het is gelegen aan het Noordhollandsch Kanaal.
Het gebied waar De Kooy ligt, was een zandheuvel in een buitendijks gebied. Op de zandheuvel, een nol genoemd, was een kwelder waardoor het de naam Quelderduin of 't Quelderen kreeg. In 1733 staat er een eendenkooi op het Quelderduin en in 1789 ook een hoeve Quelderbeek. Met het gereedkomen van het Noordhollandsch Kanaal en de naastgelegen dijk in 1825 werd het onderdeel van de Koegraspolder.
In de periode net erna kwamen er een paar huizen bij de voormalige eendenkooi te staan. In eerste instantie werd de plaats ook geschreven als De Kooi, echter rond 1900 wordt steeds vaker met een "y" in plaats van "i" geschreven. Met de komst van het vliegveld De Kooy dat net ten noorden van de kern van De Kooy werd neergelegd, in 1918, werd de schrijfwijze van de plaatsnaam definitief met een "y" in plaats van de "i". Op het vliegveld bevindt zich ook een van de vijf hoofdstations van het Koninklijk Nederlands Meteorologisch Instituut.
Over het kanaal naar de Anna Paulownapolder voer tussen 1908 en 1925 een veerpont. Daarna lag er een vlotbrug die in 1950 werd vervangen door een ophaalbrug. De vlotbrug was onherstelbaar beschadigd geraakt door een te zwaar met stenen beladen vrachtwagen. In 1989 werd de ophaalbrug vervangen door de huidige basculebrug. Ten oosten van de buurtschap ligt de Kooysluis, een schutsluis uit 1922, die het Balgzandkanaal met het Noordhollandsch Kanaal verbindt. Ook ligt hier de Oostoeverbrug, de enige openbare ontsluiting van bedrijventerrein Oostoever. Vanuit de naastgelegen bedieningsruimte werden de vlotbruggen over het Noordhollandsch Kanaal bediend. In 2024 werden de vlotbruggen aangepast en verhuisde de bediening naar Weg- en Waterhuis De Langebalk in Heerhugowaard.
Bij De Kooy eindigt Rijksweg 9 en begint Rijksweg 99 naar Den Oever. Rijksweg 9 gaat bij het gehucht over in de Provinciale weg 250 naar de aanlegsteiger van TESO. In de jaren 1970 is de Rijksweg, die door het gehucht liep, om het gehucht heen verlegd.
Naast in de naam van het vliegveld komt de naam van buurtschap De Kooy vaker terug. Zo ligt ten zuidwesten bedrijventerrein Kooypunt. Ten zuiden van De Kooy, aan de andere kant van het kanaal, werd in 2017 de Kooyhaven geopend, een binnenhaven voor bedrijven.

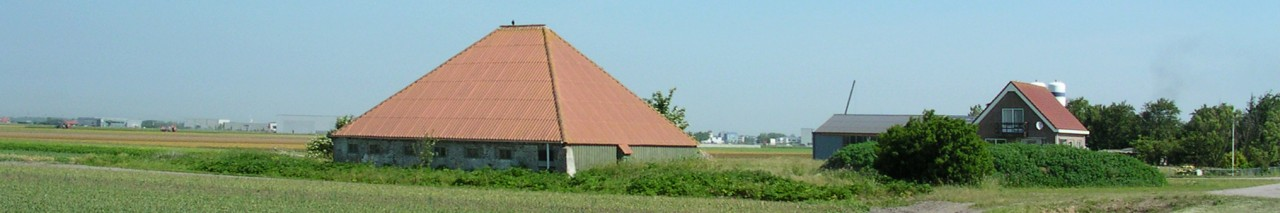
Het buitengebied van De Kooy

Hoofdplaats: Den Helder     
Dorpen: Huisduinen · Julianadorp     
Buurtschappen: Friese Buurt · De Kooy · Noorderhaven

Badplaats: Julianadorp aan Zee     
Voormalige buurtschappen: Blauwe Keet · Torp
Noord-Holland: Steden en dorpen      Nederland: Provincies · Gemeenten